# 1962-es Tour de France
Az 1962-es Tour de France volt a 49. francia körverseny. 1962. június 24-e és július 15-e között rendezték. Harminc év után újra kereskedelmi csapatok versenyeztek a Touron. Nyolc francia, öt olasz és két belga csapat vett részt, a csapattagokból hatnak hazai versenyzőnek kellett lennie. Bevezették az egyes útszakaszok osztályozását nehézségi fok alapján 1-től 4-ig és a pontokat eszerint adták.
A legerősebb francia csapat az ACCB vezetője Rudi Altig az 1962-es Vuelta Espana győztese, Jacques Anquetil a kétszeres Tour bajnok és Jean Graczyk volt. A verseny Belgiumból indult, a hazai pályán a világbajnok Rik van Looy szerette volna megszerezni a sárga trikót de egy húszfős szökevénycsapat Altig vezetésével nyert, nyolc perccel megelőzve a többieket. A hatodik szakaszon ismét egy szökevény csoport nyert és Albertus Geldermans vette át a vezető helyet. Előbb André Darrigade majd Willy Schroeders lett az első összetettben. A tizenegyedik szakaszon húsz versenyző került egy tömeges bukásba, a legrosszabbul Rik van Looy járt, sérülés miatt kórházba került.
A következő szakaszon került az élre Tom Simpson, az első angol aki viselhette a sárga trikót. A tizenharmadik részt Bahamontes nyerte de a második helyen célba érő Jozef Planckaert lett a vezető. A tizennegyedik szakaszon a belga Wiels csapat tagjai rosszullétre panaszkodtak, úgy vélték hogy az esti vacsorára kapott hal volt romlott, a verseny orvosa azonban kábítószerre gyanakodott. Tizennégy versenyző adta fel a küzdelmet, köztük Gaston Nencini és Hans Junkermann.
A tizennyolcadik szakaszon az út az eddigi legmagasabb hegyen a La Bonette, Restefond-on vezetett (2802 méter), a 241 kilométeres szakaszt 9 óra 20 perc alatt teljesítették a legjobbak. Jacques Anquetil csak a huszonegyedik szakaszon vette át a vezető helyet és nyerte a versenyt immár harmadszor.

## Szakaszok
| 1  | június 24. | Nancy – Spa                      | Sík szakasz     | 253   | Rudi Altig (GER)            | Rudi Altig (GER)          | Rudi Altig (GER)      | Rudi Altig (GER)      | Rudi Altig (GER)      | Rudi Altig (GER)      | Rudi Altig (GER)      | Rudi Altig (GER)      | Rudi Altig (GER)      | Rudi Altig (GER)      | Rudi Altig (GER)      | Rudi Altig (GER)      | Rudi Altig (GER)      | Rudi Altig (GER)      | Rudi Altig (GER)      | Rudi Altig (GER)      | Rudi Altig (GER)      | Rudi Altig (GER)      | Rudi Altig (GER)      | Rudi Altig (GER)      | Rudi Altig (GER)      | Rudi Altig (GER)      | Rudi Altig (GER)      | Rudi Altig (GER)      | Rudi Altig (GER)      | Rudi Altig (GER)      | Rudi Altig (GER)      | Rudi Altig (GER)      |
| 2A | június 25. | Spa - Herentals                  | Sík szakasz     | 147   | André Darrigade (FRA)       | André Darrigade (FRA)     | André Darrigade (FRA) | André Darrigade (FRA) | André Darrigade (FRA) | André Darrigade (FRA) | André Darrigade (FRA) | André Darrigade (FRA) | André Darrigade (FRA) | André Darrigade (FRA) | André Darrigade (FRA) | André Darrigade (FRA) | André Darrigade (FRA) | André Darrigade (FRA) | André Darrigade (FRA) | André Darrigade (FRA) | André Darrigade (FRA) | André Darrigade (FRA) | André Darrigade (FRA) | André Darrigade (FRA) | André Darrigade (FRA) | André Darrigade (FRA) | André Darrigade (FRA) | André Darrigade (FRA) | André Darrigade (FRA) | André Darrigade (FRA) | André Darrigade (FRA) | André Darrigade (FRA) |
| 2B | június 25. | Herentals                        | Csapat időfutam | 23    | Flandria                    | André Darrigade (FRA)     | André Darrigade (FRA) | André Darrigade (FRA) | André Darrigade (FRA) | André Darrigade (FRA) | André Darrigade (FRA) | André Darrigade (FRA) | André Darrigade (FRA) | André Darrigade (FRA) | André Darrigade (FRA) | André Darrigade (FRA) | André Darrigade (FRA) | André Darrigade (FRA) | André Darrigade (FRA) | André Darrigade (FRA) | André Darrigade (FRA) | André Darrigade (FRA) | André Darrigade (FRA) | André Darrigade (FRA) | André Darrigade (FRA) | André Darrigade (FRA) | André Darrigade (FRA) | André Darrigade (FRA) | André Darrigade (FRA) | André Darrigade (FRA) | André Darrigade (FRA) | André Darrigade (FRA) |
| 3  | június 26. | Brüsszel - Amiens                | Sík szakasz     | 210   | Rudi Altig (GER)            | Rudi Altig (GER)          |                       |                       |                       |                       |                       |                       |                       |                       |                       |                       |                       |                       |                       |                       |                       |                       |                       |                       |                       |                       |                       |                       |                       |                       |                       |                       |
| 4  | június 27. | Amiens – Le Havre                | Sík szakasz     | 196,5 | Willy van den Berghen (BEL) | Rudi Altig (GER)          |                       |                       |                       |                       |                       |                       |                       |                       |                       |                       |                       |                       |                       |                       |                       |                       |                       |                       |                       |                       |                       |                       |                       |                       |                       |                       |
| 5  | június 28. | Pont-l’Évêque – Saint-Malo       | Sík szakasz     | 215   | Emile Daems (BEL)           | Rudi Altig (GER)          |                       |                       |                       |                       |                       |                       |                       |                       |                       |                       |                       |                       |                       |                       |                       |                       |                       |                       |                       |                       |                       |                       |                       |                       |                       |                       |
| 6  | június 29. | Dinard – Brest                   | Sík szakasz     | 235,5 | Robert Cazala (FRA)         | Albertus Geldermans (NED) |                       |                       |                       |                       |                       |                       |                       |                       |                       |                       |                       |                       |                       |                       |                       |                       |                       |                       |                       |                       |                       |                       |                       |                       |                       |                       |
| 7  | június 30. | Quimper – Saint-Nazaire          | Sík szakasz     | 201   | Huub Zilverberg (NED)       | Albertus Geldermans (NED) |                       |                       |                       |                       |                       |                       |                       |                       |                       |                       |                       |                       |                       |                       |                       |                       |                       |                       |                       |                       |                       |                       |                       |                       |                       |                       |
| 8A | július 1.  | Saint-Nazaire – Luçon            | Sík szakasz     | 155   | Mario Minieri (ITA)         | André Darrigade (FRA)     |                       |                       |                       |                       |                       |                       |                       |                       |                       |                       |                       |                       |                       |                       |                       |                       |                       |                       |                       |                       |                       |                       |                       |                       |                       |                       |
| 8B | július 1.  | Luçon – La Rochelle              | Egyéni időfutam | 43    | Jacques Anquetil (FRA)      | André Darrigade (FRA)     |                       |                       |                       |                       |                       |                       |                       |                       |                       |                       |                       |                       |                       |                       |                       |                       |                       |                       |                       |                       |                       |                       |                       |                       |                       |                       |
| 9  | július 3.  | La Rochelle – Bordeaux           | Hegyi szakasz   | 214   | Antonio Bailetti (ITA)      | Willy Schroeders (BEL)    |                       |                       |                       |                       |                       |                       |                       |                       |                       |                       |                       |                       |                       |                       |                       |                       |                       |                       |                       |                       |                       |                       |                       |                       |                       |                       |
| 10 | július 3.  | Bordeaux – Bayonne               | Sík szakasz     | 184,5 | Willy Vannitsen (BEL)       | Willy Schroeders (BEL)    |                       |                       |                       |                       |                       |                       |                       |                       |                       |                       |                       |                       |                       |                       |                       |                       |                       |                       |                       |                       |                       |                       |                       |                       |                       |                       |
| 11 | július 4.  | Bayonne – Pau                    | Sík szakasz     | 155,5 | Eddy Pauwels (BEL)          | Willy Schroeders (BEL)    |                       |                       |                       |                       |                       |                       |                       |                       |                       |                       |                       |                       |                       |                       |                       |                       |                       |                       |                       |                       |                       |                       |                       |                       |                       |                       |
| 12 | július 5.  | Pau – Saint-Gaudens              | Hegyi szakasz   | 207,5 | Robert Cazala (FRA)         | Tom Simpson (GBR)         |                       |                       |                       |                       |                       |                       |                       |                       |                       |                       |                       |                       |                       |                       |                       |                       |                       |                       |                       |                       |                       |                       |                       |                       |                       |                       |
| 13 | július 6.  | Luchon – Superbagnères           | Egyéni időfutam | 18,5  | Frederic Bahamontes (ESP)   | Jozef Planckaert (BEL)    |                       |                       |                       |                       |                       |                       |                       |                       |                       |                       |                       |                       |                       |                       |                       |                       |                       |                       |                       |                       |                       |                       |                       |                       |                       |                       |
| 14 | július 7.  | Luchon – Carcassonne             | Hegyi szakasz   | 215   | Jean Stablinski (FRA)       | Jozef Planckaert (BEL)    |                       |                       |                       |                       |                       |                       |                       |                       |                       |                       |                       |                       |                       |                       |                       |                       |                       |                       |                       |                       |                       |                       |                       |                       |                       |                       |
| 15 | július 8.  | Carcassonne - Montpellier        | Sík szakasz     | 196,5 | Willy Vannitsen (BEL)       | Jozef Planckaert (BEL)    |                       |                       |                       |                       |                       |                       |                       |                       |                       |                       |                       |                       |                       |                       |                       |                       |                       |                       |                       |                       |                       |                       |                       |                       |                       |                       |
| 16 | július 9.  | Montpellier – Aix-en-Provence    | Sík szakasz     | 185   | Emile Daems (BEL)           | Jozef Planckaert (BEL)    |                       |                       |                       |                       |                       |                       |                       |                       |                       |                       |                       |                       |                       |                       |                       |                       |                       |                       |                       |                       |                       |                       |                       |                       |                       |                       |
| 17 | július 10. | Aix-en-Provence - Juan-les-Pains | Sík szakasz     | 201   | Rudi Altig (GER)            | Jozef Planckaert (BEL)    |                       |                       |                       |                       |                       |                       |                       |                       |                       |                       |                       |                       |                       |                       |                       |                       |                       |                       |                       |                       |                       |                       |                       |                       |                       |                       |
| 18 | július 11. | Juan-les-Pains – Briançon        | Hegyi szakasz   | 241,5 | Emile Daems (BEL)           | Jozef Planckaert (BEL)    |                       |                       |                       |                       |                       |                       |                       |                       |                       |                       |                       |                       |                       |                       |                       |                       |                       |                       |                       |                       |                       |                       |                       |                       |                       |                       |
| 19 | július 12. | Briançon – Aix-les-Bains         | Hegyi szakasz   | 204,5 | Raymond Poulidor (FRA)      | Jozef Planckaert (BEL)    |                       |                       |                       |                       |                       |                       |                       |                       |                       |                       |                       |                       |                       |                       |                       |                       |                       |                       |                       |                       |                       |                       |                       |                       |                       |                       |
| 20 | július 13. | Bourgoin – Lyon                  | Egyéni időfutam | 68    | Jacques Anquetil (FRA)      | Jozef Planckaert (BEL)    |                       |                       |                       |                       |                       |                       |                       |                       |                       |                       |                       |                       |                       |                       |                       |                       |                       |                       |                       |                       |                       |                       |                       |                       |                       |                       |
| 21 | július 14. | Lyon – Pougues-les-Eaux          | Sík szakasz     | 232   | Dino Bruni (ITA)            | Jacques Anquetil (FRA)    |                       |                       |                       |                       |                       |                       |                       |                       |                       |                       |                       |                       |                       |                       |                       |                       |                       |                       |                       |                       |                       |                       |                       |                       |                       |                       |
| 22 | július 15. | Pougues-les-Eaux – Párizs        | Sík szakasz     | 271   | Rino Benedetti (ITA)        | Jacques Anquetil (FRA)    |                       |                       |                       |                       |                       |                       |                       |                       |                       |                       |                       |                       |                       |                       |                       |                       |                       |                       |                       |                       |                       |                       |                       |                       |                       |                       |

## Végeredmény

### Egyéni verseny
|                         | Versenyző           | Csapat       | Idő             |
| ----------------------- | ------------------- | ------------ | --------------- |
| 1                       | Jacques Anquetil    | ACCB         | 114 óra 31' 54" |
| 2                       | Jozef Planckaert    | Flandria     | +4' 59"         |
| 3                       | Raymond Poulidor    | Mercier      | +10' 24"        |
| 4                       | Gilbert Desmet      | Carpano      | +13' 01"        |
| 5                       | Albertus Geldermans | ACCB         | +14' 04"        |
| 6                       | Tom Simpson         | VC XII       | +17' 09"        |
| 7                       | Imerio Massignan    | Legnano      | +17' 50"        |
| 8                       | Ercole Baldini      | Ignis        | +19' 00"        |
| 9                       | Charly Gaul         | G.S. Gazzola | +19' 11"        |
| 10                      | Eddy Pauwels        | Wiels        | +23' 04"        |
| 150 induló 94 célba érő |                     |              |                 |

### Pont verseny
|    | Versenyző        | Csapat      | Idő |
| -- | ---------------- | ----------- | --- |
| 1  | Rudi Altig       | ACCB        | 173 |
| 2  | Emile Daems      | G.S. Philco | 144 |
| 3  | Jean Graczyk     | ACCB        | 140 |
| 4  | Rino Benedetti   | Ignis       | 135 |
| 5  | André Darrigade  | VC XII      | 131 |
| 6  | Jacques Anquetil | ACCB        | 99  |
| 7  | Willy Vannitsen  | Wiels       | 83  |
| 8  | Jozef Planckaert | Flandria    | 77  |
| 9  | Gilbert Desmet   | Flandria    | 76  |
| 10 | Raymond Poulidor | Mercier     | 73  |

### Hegyek királya
|    | Versenyző           | Csapat       | Pont |
| -- | ------------------- | ------------ | ---- |
| 1  | Federico Bahamontes | Margnat      | 137  |
| 2  | Imerio Massignan    | Legnano      | 77   |
| 3  | Raymond Poulidor    | Mercier      | 70   |
| 4  | Charly Gaul         | G.S. Gazzola | 58   |
| 5  | Jozef Planckaert    | Flandria     | 37   |
| 6  | Eddy Pauwels        | Wiels        | 35   |
| 7  | Rolf Wolfshohl      | VC XII       | 33   |
| 8  | Juan Campillo       | Margnat      | 32   |
| 9  | Jacques Anquetil    | ACCB         | 31   |
| 10 | Emile Daems         | G.S. Philco  | 18   |

### Csapatverseny
|   | Csapat             | Pont |
| - | ------------------ | ---- |
| 1 | ACCB-Saint Raphael | 6    |
| 2 | Mercier            | 3    |
| 2 | Faema              | 3    |
| 2 | Wiels-Groene Leeuw | 3    |
| 5 | VC XII-Gitane      | 2    |
| 5 | Philco             | 2    |
| 7 | Ignis              | 1    |
| 7 | G.S. Ghazzola      | 1    |
| 7 | Margnat-Paloma     | 1    |